# Sh2-55
Sh2-55 est une nébuleuse en émission visible dans la constellation de l'Écu de Sobieski.
Elle est située dans la partie sud de la constellation, à environ 1° à l'est de l'amas ouvert NGC 6631. Elle s'étend pendant 5 minutes d'arc en direction d'une région de la Voie lactée partiellement obscurcie par de denses nuages de poussière. La période la plus propice à son observation dans le ciel du soir se situe entre juin et novembre. Étant à une déclinaison de 11° S, son observation est légèrement facilitée par l'hémisphère sud.
C'est une région H II située sur le Bras Écu-Croix à une distance d'environ 3 300 pc (∼10 800 al), dans une région située à l'intérieur de la Voie lactée. Sa distance et sa direction coïncident avec celles de la grande superbulle connue sous le nom de Superbulle de l'Écu, avec laquelle elle pourrait en fait être physiquement liée. Selon le catalogue Avedisova, ce nuage est associé à une région de formation d'étoiles qui comprend également une source d'ondes radio située aux coordonnées galactiques l = 20,30 ; b = −01,14.